# San Luis kommun, Pinar del Río
Municipio de San Luis är en kommun i Kuba.   Den ligger i provinsen Provincia de Pinar del Río, i den västra delen av landet, 170 km sydväst om huvudstaden Havanna. Antalet invånare är 34 085. Arean är 765 kvadratkilometer. Municipio de San Luis gränsar till Municipio de Pinar del Río.
Terrängen i Municipio de San Luis är platt åt sydost, men åt nordväst är den kuperad.